# Droit subjectif
Le droit subjectif (souvent au pluriel : les droits subjectifs) désigne une prérogative juridique attribuée à une personne par le droit pour régir ses rapports en société, dont elle peut se prévaloir dans son propre intérêt. Ce droit peut être de différente nature: droit créance (Depuis CE, 6 Mai 2009, ''FNATH'', ils bénéficient aussi de la justiciabilité objective), droit à la liberté d'expression, droit de propriété, etc. Dans le langage courant, on affirme souvent qu'une personne a « des droits ». Les droits subjectifs sont une notion fondamentale dans les systèmes juridiques de droit civil.

## Histoire de la philosophie
Le terme « droit subjectif », datant du XIXe siècle, indique que le droit appartient à un sujet de droit (notamment les personnes physiques et les personnes morales, etc.). On l'oppose souvent au droit objectif, qui lui désigne l'ensemble des règles et principes qui régissent la vie des sociétés humaines. Ainsi, les droits subjectifs sont les prérogatives particulières (concrètes) dont une personne  peut se prévaloir, soit sur une chose (droits réels), soit sur une personne (droits personnels, dits aussi « droit de créance ») déterminée. La question de savoir si les droits subjectifs tirent leur validité du droit objectif, ou s'ils sont valide de manière indépendante, agite des débats philosophiques depuis la création du concept par l'école pandectiste.
Selon Niklas Luhmann, l'apparition du concept de droit subjectif change la manière de voir le droit par rapport aux idées qui avaient cours dans l'antiquité romaine. Ce sociologue avance que le ius était généralement imaginé comme une relation locale entre quelques personnes, une relation que la justice était chargée de ré-équilibrer au besoin. Dans son analyse, l'idée de droit subjectif est différente parce qu'elle représente une prérogative personnelle qui peut être pensée de manière détachée de toute obligation corollaire envers les autres gens, ainsi que de manière indépendante par rapport à toute prérogative des autres envers l'individu possédant un droit subjectif. Selon lui, cette conception peut mener à des déséquilibres. Pour illustrer cet angle mort du concept de droit subjectif, il remarque que les juristes de droit constitutionnel reconnaissent généralement toujours la nécessité de prendre en considération les responsabilités ou devoirs inhérents à chaque droit fondamental, notamment concernant le droit de propriété, afin de garantir l'ordre et l'harmonie.
Le droit subjectif peut être entendu comme la relation juridique vue par le créancier.
On doit donc obéir au droit objectif, alors que l'on est titulaire d'un ou plusieurs droits subjectifs : « [...] si le droit objectif nous permet de faire quelque chose, nous avons le droit subjectif de le faire »
Exemple : la vitesse est limitée à 80 km/h (en France) sur les routes à double sens de circulation 
sans terre-plein central. C'est une règle générale, qui doit être suivie par tous. C'est une règle du droit objectif. Par contre, celui qui doit 100 € à quelqu'un ne les doit qu'à ce créancier, et est le seul à les lui devoir. 
Le créancier est donc titulaire d'un droit subjectif à l'encontre de son débiteur. Seules ces deux personnes étant concernées (elles sont dites : « parties » à l'obligation), tandis que l'automobiliste obéit au droit objectif, en ce que tous les automobilistes sont concernés par la règle. 
Dans les systèmes juridiques de droit civil, les droits subjectifs sont souvent divisés en deux catégories : les droits patrimoniaux et les droits extra-patrimoniaux.

## Les droits patrimoniaux
On définit les droits patrimoniaux par la condition qu'ils sont évaluables en argent ; ils font ainsi partie du patrimoine d'une personne. 
Ainsi l'on appelle droits patrimoniaux les droits que l'on peut trouver et évaluer en argent, dans un patrimoine. Les droits  patrimoniaux, de ce fait, sont transmissibles (on peut en hériter), cessibles (ils peuvent être vendus, offerts, cédés), saisissables (ils peuvent être saisis par les créanciers) et prescriptibles, c'est-à-dire qu'ils peuvent s'éteindre lorsque certains délais, prévus par la loi, se sont écoulés sans que le droit n'ait été réclamé.
Les droits patrimoniaux se subdivisent en droits réels et droits personnels.

### Les droits réels
Ils portent sur des choses qui sont d'une grande diversité et confèrent à leurs titulaires un pouvoir direct sur la chose

#### Droits réels simples (ou principaux)
Ils sont en nombres limités prévus par la loi. Le mot "réel" ne doit pas tromper ; cela ne veut en aucun cas dire : "vrai droit", mais droit "sur une chose", son étymologie étant res, la chose, en latin.
Usus, Fructus, Abusus
L’Usus désigne le droit de se servir d'un bien (habiter une maison, utiliser du mobilier...).
Le Fructus désigne les loyers que rapportent l'appartement, les revenus que l'on peut tirer de la voiture en la louant. Les choses susceptibles de produire des fruits sont dites "choses frugifères". 
Enfin l’Abusus désigne la possibilité de disposer de la chose, en la vendant, en la modifiant voire en la détruisant. 
Il arrive qu'une personne ne détienne pas l'ensemble de ces trois attributs du droit de propriété. En effet une personne peut détenir l’Abusus, une autre l’Usus et/ou le Fructus. On dit alors que le droit de propriété est démembré. La personne ne détenant que l'Usus et le Fructus est dite alors usufruitière. 
Cas concret : une personne âgée veut mettre un appartement à la disposition de son fils, mais est détestée par l'épouse de celui-ci, qui a un grand ascendant sur son mari. Pour se protéger, la mère ne va donner au fils que l'usufruit de l'appartement : il pourra y habiter, le mettre en location et encaisser les loyers, mais la mère en restera propriétaire (l'on dit alors nu-propriétaire), le bien restant hors d'atteinte des projets de la belle-fille.

#### Droits réels accessoires
On appelle droits réels accessoires les garanties (sûretés) qu'accorde un débiteur à son créancier. En cas d'inexécution, le créancier dispose alors d'un droit sur une chose appartenant au débiteur, qui est donnée en garantie. Cette garantie s'appelle gage lorsqu'il s'agit d'un meuble (meuble au sens juridique, c'est-à-dire chose que l'on peut déplacer : livre, chaise…), hypothèque lorsqu'il s'agit d'un immeuble (maison, usine…), et nantissement lorsqu'il s'agit d'un bien incorporel (fonds de commerce, droits d'auteur…). 
Exemple de gage, le "clou" : on emprunte au crédit municipal une somme, en laissant en gage un bijou, un objet d'art… Ce gage est une sûreté pour le Crédit municipal, qui peut vendre l'objet pour se payer si la somme n'est pas remboursée. Le droit que détient le Crédit municipal est un droit réel, mais qui n'est qu'accessoire à la créance qu'il détient contre l'emprunteur. 
Exemple d'hypothèque : on fait un emprunt, la banque prend une hypothèque sur la maison de l'emprunteur.
Remarque : le créancier qui ne dispose d'aucune sûreté détient néanmoins ce que l'on appelle un droit de gage général sur le patrimoine de son débiteur. Autrement dit, tout ce que celui-ci possède peut, s'il le faut, être saisi jusqu'à due concurrence de la créance. Le patrimoine entier est une grande sûreté. C'est le cas de la plupart des petits créanciers. Le créancier qui n'a comme sûreté que la possibilité, très concrètement, d'envoyer le cas échéant les huissiers chez son débiteur, est appelé créancier chirographaire.

### Les droits personnels
Les droits personnels, aussi appelés droit de créance, sont ceux qu'une personne, le créancier, détient contre une autre, le débiteur. Les mots débiteurs et créanciers n'ont pas tout à fait le même sens qu'en langage courant. En effet, l'obligation que doit exécuter le débiteur n'est pas forcément le remboursement d'une somme en numéraire. Il est "débiteur" au sens large. 
La distinction est importante. Si par exemple, une personne doit, par contrat, donner une bicyclette à une autre, le créancier, qui va la recevoir, n'a aucun droit sur la bicyclette elle-même, mais sur le débiteur qui, lui, a l'obligation de la fournir, peu importe qu'il l'achète au coin de la rue ou en Chine. Le droit réel sur la bicyclette (droit de propriété) n'existera que lorsque cette propriété en aura été transmise au créancier. Jusque-là, il n'a qu'un droit personnel sur le débiteur, sur lequel pèse l'obligation d'agir.
Les droits réels sont limités : propriété, sûretés. Les droits personnels sont infiniment variés, car on peut être obligé à exécuter toutes sortes de prestation : obligation de faire (contrat de travail), de ne pas faire (voisinage, concurrence), de payer (vente),

## Les droits extra-patrimoniaux
Ce sont les droits subjectifs qui ne sont pas évaluables en argent. Attention, leur violation peut toutefois être sanctionnée par des dommages et intérêts. Mais ce n'est alors qu'une réparation, non un prix afférent à ces droits. 
Ils ne font pas partie du patrimoine d'une personne. Ainsi les droits extra-patrimoniaux sont intransmissibles (ils ne peuvent être légués, etc), incessibles (ils ne peuvent être vendus, offerts, cédés), insaisissables (ils ne peuvent être saisis par les créanciers) et imprescriptibles, c'est-à-dire qu'ils ne s'éteignent pas, même lorsque certains délais se sont écoulés sans que le droit n'ait été revendiqué.
Ce sont donc, en résumé, des droits que l'on ne peut perdre par aucun moyen. 
Les droits extra-patrimoniaux sont principalement des droits de la personnalité, c'est-à-dire attachés à la personne humaine, tels le droit au nom, le droit au respect de la vie privée, le droit à l'honneur (ou à la réputation), le droit moral d'un auteur sur son œuvre (qu'il faut distinguer des droits patrimoniaux sur l'œuvre tel le droit de reproduction et le droit de représentation). À cela s'ajoutent les droits familiaux, à savoir l'autorité parentale, droit des parents à se faire obéir de leurs enfants mineurs et devoir pour les parents d'assurer leur éducation. L'autorité parentale n'est pas imprescriptible. Elle disparaît à la majorité de l'enfant. Par ailleurs, un parent peut être déchu de l'autorité parentale et celle-ci peut également faire l'objet d'une délégation sur décision de justice.
Ces droits sont non évaluables puisqu'ils ne peuvent faire, en somme, l'objet d'aucun contrat. De plus, ils créent une obligation dont on peut demander l'exécution : on peut exiger des services de l'État-civil qu'ils vous fournissent un nom.

## Récapitulatif
Deux catégories de droits subjectifs ; les droits patrimoniaux et les droits extra-patrimoniaux :
- Les droits patrimoniaux (ont une valeur pécuniaire)
  - Les droits réels
    - Les droits réels principaux
      - Le droit de propriété
      - Démembrement (détail) du droit de propriété
        - Le droit d'usufruit
        - Les servitudes
        - Les droits d'usage et d'habitation
        - L'emphytéose
        - Le bail à construction

    - Les droits réels accessoires (servent de garanties au droit de créance ⇒ droit de suite; droit de préférence)
      - L'hypothèque (porte sur un immeuble)
      - Le gage (porte sur un meuble)

  - Les droits personnels ou droits de créance
  - Les droits intellectuels
    - La propriété littéraire et artistique
    - La propriété industrielle
    - Le droit de clientèle
- Les droits extra-patrimoniaux (n'ont pas de valeur pécuniaire, ne sont pas des biens et ne font pas partie du patrimoine)
  - Les droits familiaux
    - L'autorité parentale

  - Les droits de la personnalité (les droits inhérents à la personne)
    - Le droit au nom
    - Le droit à l'honneur
    - Le droit à l'image
    - Le droit à l'intimité de la vie privée
    - Le droit moral de l'auteur sur son œuvre

## Sources des droits subjectifs
- Les actes juridiques
- Les faits juridiques